# Ла-Юніон (Нью-Мексико)
Ла-Юніон (англ. La Union) — переписна місцевість (CDP) в США, в окрузі Донья-Ана штату Нью-Мексико. Населення — 997 осіб (2020).

## Географія
Ла-Юніон розташована за координатами 31°57′3″ пн. ш. 106°39′44″ зх. д. / 31.95083° пн. ш. 106.66222° зх. д. (31.950754, -106.662143).  За даними Бюро перепису населення США в 2010 році переписна місцевість мала площу 10,73 км², уся площа — суходіл.

## Демографія
Згідно з переписом 2010 року, у переписній місцевості мешкало 1106 осіб у 381 домогосподарстві у складі 276 родин. Густота населення становила 103 особи/км².  Було 408 помешкань (38/км²).
Расовий склад населення:
| - 80,4 % — білих - 1,3 % — корінних американців - 0,1 % — чорних або афроамериканців - 16,5 % — осіб інших рас |

До двох чи більше рас належало 1,8 %. Частка іспаномовних становила 89,9 % від усіх жителів.
За віковим діапазоном населення розподілялося таким чином: 23,4 % — особи молодші 18 років, 59,4 % — особи у віці 18—64 років, 17,2 % — особи у віці 65 років та старші. Медіана віку мешканця становила 40,8 року. На 100 осіб жіночої статі у переписній місцевості припадало 91,7 чоловіків;  на 100 жінок у віці від 18 років та старших — 96,1 чоловіків також старших 18 років.
Середній дохід на одне домашнє господарство  становив 46 356 доларів США (медіана — 37 337), а середній дохід на одну сім'ю — 49 552 долари (медіана — 43 500). Медіана доходів становила 27 882 долари для чоловіків та 16 714 долари для жінок. За межею бідності перебувало 42,7 % осіб, у тому числі 61,6 % дітей у віці до 18 років та 32,3 % осіб у віці 65 років та старших.
Цивільне працевлаштоване населення становило 651 осіб. Основні галузі зайнятості: освіта, охорона здоров'я та соціальна допомога — 29,8 %, роздрібна торгівля — 19,8 %, будівництво — 10,6 %, виробництво — 9,2 %.